# Hungry Heart: Wild Striker
Голодное сердце: неистовый бомбадир (яп. ハングリーハート WILD STRIKER Хангури: Ха:то WILD STRIKER) — манга и одноимённое аниме о футболе, созданные Ёити Такахаси, автором знаменитой Captain Tsubasa. Манга выходила в еженедельном журнале Shonen Champion издательства Akita Shoten. Премьера аниме, сделанного на студии Nippon Animation, состоялась 11 сентября 2002 года. В Японии оно транслировалось вплоть до сентября 2003 года. Кроме того, Wild Striker было переведено на английский, испанский, итальянский и другие языки.

## Сюжет
В этой манге рассказывается история старшеклассника Кано Кёсукэ, брат которого является чрезвычайно популярным футболистом, выступающим за клуб «Милан». Брат научил Кано игре в футбол и привил ему любовь к этому виду спорта. После того, как брат подписал контракт с «Миланом» и уехал в Италию, на игру Кано также начинают обращать внимание. Он подвергается критике за то, что его стиль игры отличен от стиля брата. Постоянно находящийся в тени брата Кано начинает утрачивать интерес к футболу.